# ラリッサ・パブロワ
ラリッサ・パブロワ（ロシア語: Лариса Павлова, 1952年2月13日 - ）は、ソビエトの女子バレーボール選手。

## 来歴
1980年のモスクワ五輪ではソビエト連邦女子代表として出場し金メダルを獲得した。娘にはカザフスタンのバレーボール選手、イエレナ・パブロワがいる。柔道選手のアスハト・ジトケエフは娘婿に当たる。